# Trifon Lugojan
Trifon Lugojan (n. 27 mai 1874, Nădlac, Arad, România – d. 11 ianuarie 1948, Arad, România) a fost un compozitor și profesor de muzică bisericească ortodoxă din Arad. 
El a contribuit în mod decisiv la proiectul de uniformizare a muzicii bisericești arădene inițiat de episcopul Ioan Ignatie Papp, realizând notația muzicală pentru toate slujbele cultului liturgic ortodox, în conformitate cu melosul liturgic interpretat în bisericile ortodoxe din județul Arad.
Trifon Lugojan a fost considerat una dintre cele mai prolifice personalități muzicale oferite de Ortodoxia arădeană în prima jumătate a secolului XX și un exponent de bază al muzicii bisericești din Banat.    

## Biografie
Trifon Lugojan s-a născut în localitatea Nădlac, județul Arad, la 27 mai 1874, din părinți învățători. Primul contact cu muzica bisericească îl face la strana bisericii ortodoxe din Nădlac, unde bunicul său era cântăreț bisericesc. Urmează cursurile școlii primare la Nădlac și cele liceale la Arad și Brașov. 
În anul 1894 este admis la Academia Teologică din Arad, an în care, datorită talentului său muzical, îi este încredințată conducerea „Corului Tinerimii” din Arad, pe care îl va dirija până în 1897.

### Activitatea didactică și dirijorală
În 1897, după absolvirea studiilor teologice,  îi este încredințată catedra de „Muzică bisericească  și Tipic” de la Institutul Teologic Ortodox din Arad. În vara anului 1900, i se acordă o bursă de perfecționare la „Leipziger Konservatorium” (Germania), unde îi va avea ca profesori pe Emil Paul, Heinrich Klesse și Robert Rolland.
În 1909, Trifon Lugojan devine profesor titular al catedrei de muzică bisericească și cântare corală din cadrul Institutului Teologic Ortodox din Arad, activitate pe care o va derula până în 1917, când este nevoit să își îndeplinească serviciul militar în Primul Război Mondial. 
La 1 decembrie 1918, va participa la Marea Adunare de la Alba Iulia, ca delegat al localității bănățene Bucovăț.
Între 1936 - 1940 activează ca director al Școlii de Cântăreți Bisericești din Arad.
Trifon Lugojan s-a remarcat și prin activitatea dirijorală, conducând „Reuniunea Română de Muzică și Cântări” (1903 - 1940).
Se stinge din viață în Arad, la 11 ianuarie 1948, slujba de înmormântare fiind oficiată de episcopul Andrei Magieru al Aradului.

## Opera muzicală
Opera compozitorului Trifon Lugojan este variată, cuprinzând toate cântările liturgice ortodoxe. A aranjat pe note cântările celor opt glasuri, a compus, armonizat sau prelucrat diferite cântări bisericești, precum  și colinde. Cele mai importante lucrări ale sale sunt:
- Liturghia  pentru cor mixt, Arad, 1901.
- Strana (Cele Opt Glasuri, Heruvice, Irmoase, Pricesne), Tipografia Diecezană Arad, 1905.
- Cântări bisericești pentru slujbe ocazionale din Molitfelnic, Tipografia Diecezană, Arad, 1907.
- Cele Opt Glasuri la Vecernie, Tipografia Diecezană, Arad, 1927.
- Cântări bisericești la Sărbătorile Maicii Domnului. Troparele  și Condacele Sfinților celor obișnuite la inmormântarea mirenilor, Tipografia Diecezană, Arad, 1928.
- Carte de rugăciuni  și cântări bisericești pentru  școlari, Tipografia Diecezană, Arad, 1931.
- Răspunsurile liturgice cu ecteniile corespunzătoare cum se cântă în eparhia Aradului, Tipografia Diecezană, Arad, 1939.
- Acatistul Domnului nostu Iisus Hristos  și Paraclisul Prea Sfintei Născătoare de Dumnezeu, Tipografia Diecezană, Arad, 1940.
- 24 Colinde,redactate pentru două  și trei voci, Tipografia Diecezană, Arad, 1940.
- Parastasul cum se slujește în eparhia Aradului, Tipografia Diecezană, Arad, 1942.
- Înmormântarea mirenilor, cum se slujește în eparhia Aradului pe notație muzicală, Tipografia Diecezană, Arad, 1942.
- 70 Cântări religioase, cum se cântă în eparhia Aradului, Tipografia Diecezană, Arad, 1942.